# 做你的男人
做你的男人是台灣歌手張信哲的第15張國語專輯，在時隔兩年後再次有新作放出。張信哲沒有像之前一樣把所有地區的發行權交給同一家唱片公司代理，而是選擇了不同的華納音樂（台灣）、英皇娛樂（香港）、海蝶音樂（中國大陸以及東南亞地區）。專輯於2006年9月8日發行。本張專輯裏張信哲依然在不斷嘗試新風格（不過節奏依然普遍較慢），《說謊》成為了許久沒有出現的標誌性好歌，而這首歌曲裏也創新的加入了男高音的和音，讓歌曲感人而震撼。《做你的男人》為以往少見的溫馨慢歌，情真意切。该专辑同名曲目《做你的男人》曾被许嵩翻唱。

## 曲目
| 曲序 | 曲名       | 作曲                  | 作詞           | 編曲         | 注釋     |
| 01   | 做你的男人 | 陳台證                | 陳台證、何啟弘 | 屠穎         | 第一主打 |
| 02   | 說謊       | 徐偉銘                | 徐哲緯         | 趙增熹       | 第二主打 |
| 03   | 後悔的藉口 | 莊景雲                | 莊景雲、何啟弘 | 金木義則     |          |
| 04   | 忘了我     | 奧斯卡                | 奧斯卡         | 王繼康       |          |
| 05   | 曾經       | 陳小霞                | 姚若龍         | 洪晟文       |          |
| 06   | 不由自主   | 阿沁                  | 鄔裕康         | 阿沁、奧斯卡 |          |
| 07   | 遠方       | 金泰源（） 徐在爀（） | 何啟弘         | 屠穎         | 第三主打 |
| 08   | 上海姑娘   | 林白                  | 林白           | 張翰群       |          |
| 09   | 妳應該飛的 | 陳小霞                | 姚若龍         | 伍冠諺       | 第五主打 |
| 10   | 晴天       | 聞震                  | 陳道明、何啟弘 | 呂紹淳       | 第四主打 |

## 發行歷史
| 地區 | 日期         | 格式 | 唱片公司 | 附註  |
| ---- | ------------ | ---- | -------- | ----- |
| 全球 | 2006年9月8日 | CD   | 海蝶音樂 | [ 1 ] |
| 臺灣 | 2006年9月8日 | CD   | 華納音樂 |       |
| 香港 | 2006年9月8日 | CD   | 英皇娛樂 | [ 1 ] |